# Arnaud Beltrame
Arnaud Jean-Georges Beltrame (18. dubna 1973, Étampes – 24. března 2018, Carcassonne) byl francouzský četník, který zahynul při teroristickém útoku v Trèbes 23. března 2018.

## Působení v ozbrojených složkách
V roce 1999 absolvoval vojenskou akademii v Saint Cyr a v roce 2003 byl jako jeden z mála uchazečů vybraný do elitní četnické jednotky GIGN. V roce 2005 byl nasazený v Iráku a za svoji peacekeepingovou práci obdržel vyznamenání Croix de la Valeur Militaire . Po svém návratu do Francie působil v republikánské gardě a měl na starosti ostrahu prezidentského paláce. V roce 2017 se stal zástupcem velitele četnictva v regionu Aude.
Během státního pohřbu byl posmrtně povýšen do hodnosti plukovníka.

## Útok v Trèbes
Arnaud Beltrame nabídl pachateli teroristického útoku, Redouane Lakdimovi, že se vymění za ženu, kterou Lakdim držel jako rukojmí. Lakdim souhlasil. Beltrame nechal zapnutý svůj mobil, díky čemuž byly protiteroristické jednotky GIGN lépe informovány. Zhruba po třech hodinách se Beltrame pokusil teroristu odzbrojit a zároveň křikem vyzval intervenční jednotky, aby zaútočily. GIGN vnikly do obchodu a Lakdima zastřelily. Beltrame byl postřelen na předloktí, na ruce a na noze, ale příčinou smrti, k níž došlo o několik hodin později v nemocnici, byla hluboká řezná rána na krku.
Francouzský prezident Emmanuel Macron ho téhož dne veřejně označil za hrdinu, který předvedl mimořádnou statečnost a obětavost. Bratr Beltrameho Beltrama Cedric uvedl pro francouzský rozhlas RTL, že Arnaud si „byl dobře vědom toho, že nemá téměř žádnou šanci, bylo mu jasné, co dělá“. Jeho čin byl „nad rámec služebních povinností“. „Kdybychom ho neoznačili za hrdinu, už nevím, co by člověk musel udělat, aby se hrdinou stal. Myslím, že jde o slovo, které je v souvislosti s ním vhodné použít za těchto tragických okolností.“

## Osobní život
Arnaud Beltrame byl svobodný zednář a praktikující katolík, který měl svoji konverzi zažít kolem roku 2008. Byl ženatý, nicméně se svojí manželkou Marielle byl ale oddaný pouze civilně a na červen plánoval uzavřít také církevní sňatek. Byl bezdětný.